# Luke Bambridge
Luke Bambridge (Nottingham, 21 gennaio 1995) è un ex tennista britannico.

## Carriera
Ha ottenuto i suoi migliori risultati in doppio, vincendo 3 titoli ATP e raggiungendo il numero 41 della classifica mondiale nel maggio 2019. Nei tornei dello Slam il suo risultato migliore è stato il quarto di finale raggiunto durante gli US Open 2019 in coppia con il giapponese Ben McLachlan.

## Statistiche

### Doppio

#### Vittorie (3)
| Legenda doppio            |
| Grande Slam (0)           |
| ATP World Tour Finals (0) |
| ATP Masters 1000 (0)      |
| ATP World Tour 500 (0)    |
| ATP World Tour 250 (3)    |

| N. | Data            | Torneo                                  | Superficie  | Compagno      | Avversari in Finale           | Punteggio   |
| 1. | 29 giugno 2018  | Nature Valley International, Eastbourne | Erba        | Jonny O'Mara  | Ken Skupski Neal Skupski      | 7-5, 6-4    |
| 2. | 21 ottobre 2018 | Stockholm Open, Stoccolma               | Cemento (i) | Jonny O'Mara  | Marcus Daniell Wesley Koolhof | 7-5, 7-6(8) |
| 3. | 18 gennaio 2020 | ASB Classic, Auckland                   | Cemento     | Ben McLachlan | Marcus Daniell Philipp Oswald | 7-6(3), 6-3 |

#### Finali perse (6)
| Legenda doppio            |
| Grande Slam (0)           |
| ATP World Tour Finals (0) |
| ATP Masters 1000 (0)      |
| ATP World Tour 500 (0)    |
| ATP World Tour 250 (6)    |

| N. | Data             | Torneo                                                        | Superficie      | Compagno          | Avversari in Finale               | Punteggio        |
| 1. | 5 gennaio 2019   | Maharashtra Open, Pune                                        | Cemento         | Jonny O'Mara      | Rohan Bopanna Divij Sharan        | 3-6, 4-6         |
| 2. | 2 marzo 2019     | Brasil Open, San Paolo                                        | Terra rossa (i) | Jonny O'Mara      | Federico Delbonis Máximo González | 4-6, 3-6         |
| 3. | 5 maggio 2019    | Millennium Estoril Open, Cascais                              | Terra rossa     | Jonny O'Mara      | Jérémy Chardy Fabrice Martin      | 5-7, 6(3)-7      |
| 4. | 10 gennaio 2020  | Qatar Open ATP, Doha                                          | Cemento         | Santiago González | Rohan Bopanna Wesley Koolhof      | 6-3, 2-6, [6-10] |
| 5. | 23 febbraio 2020 | Delray Beach International Tennis Championships, Delray Beach | Cemento         | Ben McLachlan     | Bob Bryan Mike Bryan              | 6-3, 5-7, [5-10] |
| 6. | 2 maggio 2021    | Millennium Estoril Open, Cascais (2)                          | Terra rossa     | Dominic Inglot    | Hugo Nys Tim Pütz                 | 5-7, 6-3, [3-10] |

## Risultati in progressione
| Sigla | Risultato               |
| ----- | ----------------------- |
| V     | Vincitore               |
| F     | Finalista               |
| SF    | Semifinalista           |
| O     | Oro olimpico            |
| A     | Argento olimpico        |
| SF    | Bronzo olimpico         |
| QF    | Quarti di Finale        |
| 4T    | Quarto turno            |
| 3T    | Terzo turno             |
| 2T    | Secondo turno           |
| 1T    | Primo turno             |
| RR    | Round Robin             |
| LQ    | Turno di qualificazione |
| A     | Assente                 |
| ND    | Non disputato           |

| Legenda superfici    |
| -------------------- |
| Cemento              |
| Terra battuta        |
| Erba                 |
| Superficie variabile |

### Singolare
| Torneo                     | 2011 | 2012 | 2013 | V-S |
| Tornei Grande Slam         |      |      |      |     |
| Australian Open, Melbourne | A    | A    | A    | 0-0 |
| Open di Francia, Parigi    | A    | A    | A    | 0-0 |
| Wimbledon, Londra          | A    | Q1   | A    | 0-0 |
| US Open, New York          | A    | A    | A    | 0-0 |
| Vittorie-Sconfitte         | 0-0  | 0-0  | 0-0  | 0-0 |
| Giochi Olimpici            |      |      |      |     |
| Giochi Olimpici            | ND   | A    | ND   | 0-0 |
| Vittorie-Sconfitte         | ND   | 0-0  | ND   | 0-0 |

### Doppio
| Torneo                     | 2015 | 2016 | 2017          | 2018          | 2019          | 2020          | V-S  |
| Tornei Grande Slam         |      |      |               |               |               |               |      |
| Australian Open, Melbourne | A    | A    | A             | A             | 2T            | 1T            | 1-2  |
| Open di Francia, Parigi    | A    | A    | A             | A             | 1T            | 1T            | 0-2  |
| Wimbledon, Londra          | 1T   | A    | Q1            | 1T            | 1T            | ND            | 0-3  |
| US Open, New York          | A    | A    | A             | 1T            | QF            | 1T            | 3-3  |
| Vittorie-Sconfitte         | 0-1  | 0-0  | 0-0           | 0-2           | 4-4           | 0-3           | 4-10 |
| Giochi Olimpici            |      |      |               |               |               |               |      |
| Giochi Olimpici            | ND   | A    | Non disputati | Non disputati | Non disputati | Non disputati | 0-0  |
| Vittorie-Sconfitte         | ND   | 0-0  | Non disputati | Non disputati | Non disputati | Non disputati | 0-0  |

### Doppio misto
| Torneo                     | 2015 | 2016 | 2017          | 2018          | 2019          | 2020          | V-S |
| Tornei Grande Slam         |      |      |               |               |               |               |     |
| Australian Open, Melbourne | A    | A    | A             | A             | A             | A             | 0-0 |
| Open di Francia, Parigi    | A    | A    | A             | A             | 2T            | ND            | 1-1 |
| Wimbledon, Londra          | A    | A    | A             | 1T            | 2T            | ND            | 1-2 |
| US Open, New York          | A    | A    | A             | A             | A             | ND            | 0-0 |
| Vittorie-Sconfitte         | 0-0  | 0-0  | 0-0           | 0-1           | 2-2           | 0-0           | 2-3 |
| Giochi Olimpici            |      |      |               |               |               |               |     |
| Giochi Olimpici            | ND   | A    | Non disputati | Non disputati | Non disputati | Non disputati | 0-0 |
| Vittorie-Sconfitte         | ND   | 0-0  | Non disputati | Non disputati | Non disputati | Non disputati | 0-0 |